# Policijski vodni top TOMA
Policijski vodni top TOMA je intervencijsko oklepno vozilo, ki ga izdelujejo v Turškem podjetju Nurol Makina. Uporablja ga Turška policija in posebne enote Turške vojske, kot prisilno sredstvo proti hujšim in/ali množičnim kršitvam javnega reda in miru. Izdelali so ga tudi za druge države, kot so Azerbajdžan, Libija, Zimbabve, Gruzija in Kazahstan.
Vodni top Toma je mogoče vgraditi na vozila z različnimi tipi pogonov, kot so: 4x4, 4x2, 6x4, 6x2 in 6x6. To vozilo lahko doseže največjo hitrost 100 km/h in premaga 30% naklon. Vsi izpostavljeni pomembni deli vozila TOMA so balistično zaščiteni.